# یوهان هاینریش شولتسه
یوهان هاینریش شولتز (به آلمانی: Johann Heinrich Schulze) (زادروز ۱۲ می ۱۶۸۷ – درگذشته ۱۰ اکتبر ۱۷۴۴ میلادی دانشمند آلمانی بود.
شولتز در زمینه‌های پزشکی، شیمی، فلسفه و الهیات متخصص بود و در دانشگاه‌های آلتدورف و هاله، کالبدشناسی و دیگر علوم را تدریس می‌کرد.
وی با انجام آزمایش‌هایی بر نقره کلرید و نیترات نقره و همچنین مطالعاتی در زمینهٔ نور توانست تأثیر بسزایی در تکامل عکاسی داشته‌باشد؛ او در سال ۱۷۲۷ میلادی پی برد که املاح نقره در اثر تابش نور سیاه می‌شوند.

## دستاوردهای مهم علمی
اگر چه معلوم بود که بعضی از مواد شیمیایی در معرض نور آفتاب سیاه می‌شدند، اما هنوز پوشیده بود که این تغییرات به خاطر تأثیر شرایط آب و هوایی است یا نور و گرمای محیط. در سال ۱۷۲۷ هاینریش شولتز، مقداری نیترات نقره را در کوره گرم کرد، سپس مشاهده نمود که نیترات نقره سیاه نشد، پس از انجام چندین آزمایش او کشف کرد که نیترات نقره در برابر گرما سیاه نمی‌شود.
یک روز که در آزمایشگاهش مشغول کار بود، متوجه تغییر رنگ در یک طرف، ظرف شیشه‌ای حاوی مخلوطی از ماده‌های شیمیایی خاص شد که رو به پنجره بود. او یک تکه کاغذ گرته‌بردای درون بطری پوشیده با نیترات نقره و گچ گذاشت، سپس کشف کرد که آن قسمت از مادهٔ درون بطری که در معرض نور نبوده، سفید مانده‌است.
هاینرش شولتز نتایج آزمایش‌هایش را منتشر کرد، اما تا بعد از مرگش نتایج تحقیقات او فراگیر نشد.great photographers. پارامتر |first1= بدون |last1= در Authors list وارد شده‌است (کمک)